# Antoni Leśniowski

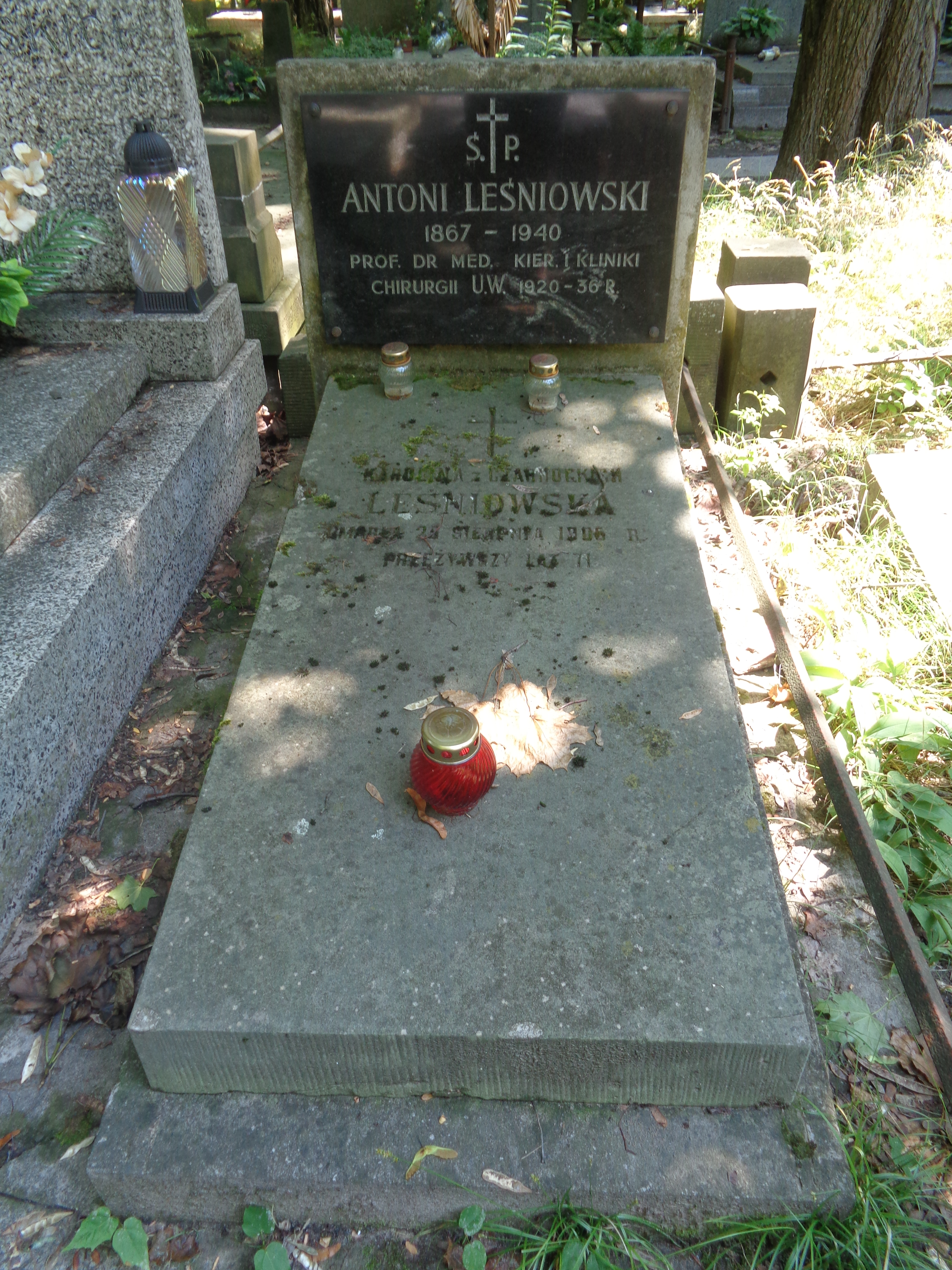
Grób Antoniego Leśniowskiego na Cmentarzu Powązkowskim

Antoni Leśniowski (ur. 28 stycznia 1867 w Lebiedziewie, zm. 8 kwietnia 1940 w Warszawie) – polski lekarz, chirurg, urolog, w latach 1912–1914 dyrektor Szpitala św. Antoniego w Warszawie, w latach 1914–19 ordynator Oddziału Chirurgiczno-Urologicznego Szpitala św. Ducha w Warszawie, w latach 1919–1936 profesor Uniwersytetu Warszawskiego.
W 1904 opisał odcinkowe zapalenie jelit, szczególnie nasilone w końcowym odcinku jelita krętego (łac. ileitis terminalis). Tę samą chorobę opisał ponownie w 1932 Amerykanin Burrill Bernard Crohn i od tego czasu w literaturze światowej, nie uwzględniając pierwszeństwa Leśniowskiego, jest ona nazywana chorobą Crohna (jedynie w Polsce nosi nazwę choroby Leśniowskiego-Crohna). Napisał również podręcznik do chirurgii ogólnej.
Pochowany na Starych Powązkach w Warszawie (kwatera 279-2-13).